# أورين بوربانك تشيني
كان أورين بوربانك تشيني (10 ديسمبر 1816- 22 ديسمبر 1903) سياسيًا أمريكيًا ووزيرًا ورجل دولة في أمريكا وشخصية رئيسية ضمن حركة إلغاء عقوبة الإعدام في الولايات المتحدة خلال أواخر القرن التاسع عشر. أسس مع بنجامين بيتس أول جامعة مختلطة في نيو إنغلاند (كلية بيتس) والتي اعتبرت على نطاق واسع بأنها تحفة. يعد تشيني واحدًا من أكثر الموضوعات التي يغطيها الإعلام على نطاق واسع في السياسة الجديدة، لاستنكاره العلني للعبودية والعبودية غير الطوعية والدعوة إلى التمثيل العادل والمتساوي والمساواة والسيادة الشخصية.
كانت إيديولوجية تشيني الاجتماعية الرئيسية هي المساواة، وعبر شخصيًا عن ازدرائه لعدم المساواة العرقية وللنخبوية الاجتماعية والفساد الاجتماعي والاقتصادي في خطاباته المتكررة ومقالاته المثيرة للجدل. عين وزيرًا في أوائل العشرينات من عمره، وأصبح مديرًا في بارسونسفيلد، ماين، وعمل على إيواء ونقل العبيد بشكل غير قانوني إلى بر الأمان خلال أربعينيات القرن التاسع عشر في نيو هامبشاير، وهو عمل يعاقب عليه بالسجن لمدة عشر سنوات من قبل قوانين فرار الرقيق الاتحادية. حصل على دعم واسع النطاق بسبب عمله الديني الاجتماعي الذي بلغ ذروته في ترشيحه لمقعد في مجلس نواب ولاية ماين دون علم منه. بعد أن وصله خبر ترشيحه وانتخابه قرر تشيني وهو في طريقه إلى الحفل التعريفي بأنه سوف يستمر في العمل حتى يصبح مشرعًا مؤهلًا في حزب التربة الحرة. دعمت أولى مشاريعه قوانين حظر الكحول ودعت إلى الاعتدال وتنظيم تجارة الخمر (لا سيما تمرير قانون ماين للكحول) وقدم تمويلًا لأول مدرسة افتتحها وهي أكاديمية لبنان في لبنان، ماين. ألقى أمام الهيئة التشريعية العديد من الخطب المؤيدة لإلغاء عقوبة الإعدام، مما أسفر عن ردود فعل متباينة وتهديدات بالقتل، وقد أشار المؤرخون في بعض الأحيان إلى أنه كان «مهملًا كليًا وبشكل مطلق في حياته».
انتخب كمندوب وحيد لحضور مؤتمر حزب التربة الحرة الذي حصل في عام 1852 في بيتسبرغ من ولاية ماين، حيث دافع عن مكافحة العبودية وتعرض جسديًا لصاحب حانة محلية كان قد رفض خدمة فريدريك دوغلاس، أحد دعاة إلغاء العبودية وعضو أسود في الحزب. واصل نشر مقالات مناهضة للعبودية في صحيفته بعد بداية مسيرته السياسية، وأسس مدرسة ولاية ماين التي سميت فيما بعد «كلية بيتس». حكم كأول رئيس لكلية بيتس لما يقارب الأربعة عقود منذ عام 1855 وحتى عام 1894، وأنشأ منهجًا للفنون الحرة وعين هيئة التدريس واختار الحرم الجامعي وخلال هذا الوقت كان يلقب أو. بي. تشيني.

## النشأة وعائلته

### النشأة والشباب
ولد أورين بوربانك تشيني في هولدرنس، نيو هامشاير في 10 ديسمبر من عام 1816. ولد أورين لأبيغل وموسى تشيني، اللذين كانا من مناصري إلغاء عقوبة الإعدام. استمر شقيق تشيني، بيرسون، في عمله فأصبح سياسيًا بارزًا في نيو هامبشاير. كان والدهما صانعًا للورق ومديرًا في شبكة السكك الحديدية تحت الأرض. شغل موسى تشيني مناصب مهمة في الكنيسة وخدم عدة مرات في المجلس التشريعي للولاية. كان لوالدة تشيني تأثير كبير على آرائه الدينية، وكثيرًا ما نقل عنه في وقت لاحق من حياته كرئيس لكلية بيتس، قوله: «استخدمت والدتي هذا الكتاب المقدس لعبادة كل ما هو مقدس، وسأتوقف عندما أنهض إلى السماوات التي ترحب بي». نشأ في عائلة متدينة جدًا، فنسب إليها الفضل في «تربيته الإلهية» والتي كانت السبب وراء تشكيل أيديولوجياته الفلسفية واقتناعاته الشخصية.
عرف منذ وقت مبكر من حياته بأنه «صبي متواضع وصبور وهادئ الكلام». عندما كان في الثامنة من عمره، التحق بمدرسة الأحد في هولدرنس، وقد انتقد والداه بسبب إرسالهما إياه إلى مدرسة حديثة التأسيس، إذ كان قد أنشأها أمين صندوق وجد الله في وقت متأخر من حياته ولم يكن يعتبر «طفل الله منذ ولادته». بدأ العمل في سن التاسعة في المدرسة وأنفق مصروفه على العسل وخبز الزنجبيل، التي اعتبرت من الكماليات في ذلك الوقت. ظهر جانبه المتمرد في العديد من المناسبات، أبرزها عندما أتى معمدان من ذوي الإرادة الحرة إلى منزل الأسرة لتلاوة الدروس، فقفز تشيني وطعن عتبة النافذة بسكين الجيب، مما أرعب كل من في الغرفة، الأمر الذي أدى إلى اكتساب سمعة استمرت مع الصبي الصغير. بعد فترة وجيزة من التحاقه بمدرسة الأحد، بدأ تشيني العمل في مصنع والده للورق، وتشغيل المحركات والتنظيف في الليل. كان الورق الذي يصنعه هو الورق المستخدم في طباعة النسخة الأولى من صحيفة «ذا مورنينغ ستار»، وهي أهم صحيفة لمعمدانية حرية الإرادة. في سن الثالثة عشرة، التحق بمعهد نيو هامبتون الأكاديمي واللاهوتي بين عامي 1829- 1830، الذي كان يقع على بعد 5 أميال، وكان قرار والدته بإرساله إلى مكان بعيد يستند بشكل جزئي إلى اهتمام تشيني بالسكاكين وهو الأمر الذي وجدته غير صحي، فقد قطع طرف إبهامه أثناء تقشير الذرة. تطورت شخصية تشيني المتطلبة بسرعة بسبب التحاقه بالمدرسة الابتدائية خلال فترة وجوده في نيو هامبتون. من بين الأمثلة الملحوظة على شخصيته المتطلبة، عندما تعثر أب مخمور في فناء المدرسة واتهم تشيني الشاب بتأديب طفله بطريقة غير عادلة، سحب تشيني مسطرته وهدد من خلالها الرجل. كان على صلة بمعمدانية حرية الإرادة أثناء وجوده في معهد نيو هامبتون، على المستوى الشخصي بفعل دراساته وأقرانه، وبعد فترة وجيزة من ذلك عاد إلى مصنع والده. بعد أن عمل فتيان محليون آخرون لا زالوا في المدرسة في المصنع، أرسل تشيني إلى مدرسة بارسونسفيلد الثانوية، التي كانت تبعد نحو 14 ميلًا، وهو ما يعادل رحلة مدتها ثلاثة أيام.